# 정용인
정용인(鄭鏞仁, 1942년 ~ )은 대한민국의 법원장을 역임한 법조인이다. 본관은 동래.

## 생애
경상북도 예천군에서 1942년에 태어나 대창고등학교와 서울대학교 법과대학을 졸업하고 제4회 사법시험에 합격해 판사에 임용되었다. 청주지방법원 판사를 거쳐 서울지방법원 북부지원장과 전주지방법원 대전지방법원 서울가정법원 대전고등법원에서 법원장을 역임했다. 2000년 6월 23일에 사법시험 후배 판사가 신임 대법관에 임명제청됨에 따라 사법시험 6회인 권광중사법연수원장, 8회인 권성 서울행정법원장과 함께 6월 27일 대법원에 사표를 제출했다.
1991년 법원행정처에서 법원 영상자료로 제작된 법원 홍보물에 법원을 대표해서 공판을 진행하는 모습이 삽입되기도 했던 정용인은 국제거래 분야에 관심이 많아 `영미법상의 계약 위반에 대한 구제' 등의 논문을 썻으며 예천 법조인들의 모임인 예법회 초대 회장을 지냈다.

## 주요 판결
서울형사지방법원 항소9부 재판장으로 재직하던 1987년 7월 15일에 집시법위반으로 구속돼 1심에서 징역8월 선고받고 항고한 성균관대 민민투위원장 이규하에 대해 구속취소하고 석방했다.
대구고등법원 제1형사부 재판장으로 재직하던 1988년 7월 7일에 부산 형제복지원 사건으로 구속된 피고인의 특정경제범죄가중처벌법 특수감금 등에 대해 대법원에서 무죄 취지로 원심이 파기돼 환송된 형제복지원 관계자에 대해 "문제가 된 형제복지원 산하 울주농장은 적법한 허가를 받은 사회복지시설로 인정될 수 없어 부랑인을 강제수용한 것은 감금죄에 해당한다"며 징역3년과 징역1년을 각각 선고했다.
서울고등법원 형사5부 재판장으로 재직하던 1990년 4월 12일에 사귀던 여자 집에 가서 칼을 휘둘러 여자의 외삼촌을 죽이고 다른 가족에게 중상을 입혀서 징역15년이 선고된 피고인에 대해 무기징역을 선고했다. 4월 14일에 어머니에게 행패 부리는 아버지를 칼로 찔러 죽여서 1심에서 징역 단기 2년6월 장기 3년을 선고받은 고등학교 1학년인 피고인에 대해 징역2년6월 집행유예4년을 선고하고 석방했다. 4월 19일에 민족자주평화통일중앙협의회 재건 사건에서 국가보안법 위반을 구속돼 1심에서 징역2년 자격정지2년을 선고받고 항소한 김준기 신구전문대 교수에게 징역1년6월 자격정지2년을 선고했다. 5월 10일에 반미청년회, 한미문제연구소에 대한 국가보안법 이적단체 구성 등으로 구속되어 징역3년 자격정지3년을 선고받고 항소한 전대협 전 의장 오영식에게 징역2년 자격정지3년을 선고했다. 5월 17일에 전민련 국제협력국 간사 고현주와 문부식 등 4명에 대한 항소심에서 국가보안법을 적용해 고현주에게 징역1년6월 자격정지1년6월, 문부식 등 3명은 항소를 기각하며 징역1년6월 자격정지1년6월을 선고했다. 7월 21일에 경기대 학원자주화투쟁위원회 위원장으로 경기대 수원 캠퍼스에서 학생 시위를 주도하고 경기대학내 문제 결의대회와 노동절 기념 실천대회를 마친뒤 시위를 벌이다가 화염병 사용 등의 처벌에 관한 법률, 특수공무집행방해 등으로 구속돼 1심에서 징역1년6월을 선고받고 항소한 경기대생 권금택(23세)에 대해 "화염병 사용 등의 처벌에 관한 법률이 시행되기 전에 해당한다"며 이 부분 원심 파기하고 무죄를 선고하면서 특수공무집행방해죄만을 적용해 징역1년6월 집행유예3년을 선고했다. 8월 16일에 인천지역 민주노동자연맹 사건으로 국가보안법위반으로 구속되어 1심에서 징역3년 자격정지3년~징역1년6월 자격정지2년을 선고받은 3명의 피고인에게 징역2년6월 자격정지2년6월~징역1년6월 자격정지2년을 선고했다. 11월 22일에 구로동 샛별 룸살롱 살인사건의 범인에 대해 항소를 기각하고 사형을 선고했다.
서울고등법원 특별3부 재판장으로 재직하던 1993년 7월 31일에 강서세무서장을 상대로 제기한 소송에서 사용이 제한된 유휴토지를 상속받았음에도 상속 시점을 기준으로 취득전 사용제한이라고 판정해 토지초과이득세를 부과한 것은 위법하다고 했다.